# Chrysopilus shibuyai
Chrysopilus shibuyai är en tvåvingeart som beskrevs av Akira Nagatomi 1968. Chrysopilus shibuyai ingår i släktet Chrysopilus och familjen snäppflugor. Inga underarter finns listade i Catalogue of Life.